# Produção de eucalipto no Brasil

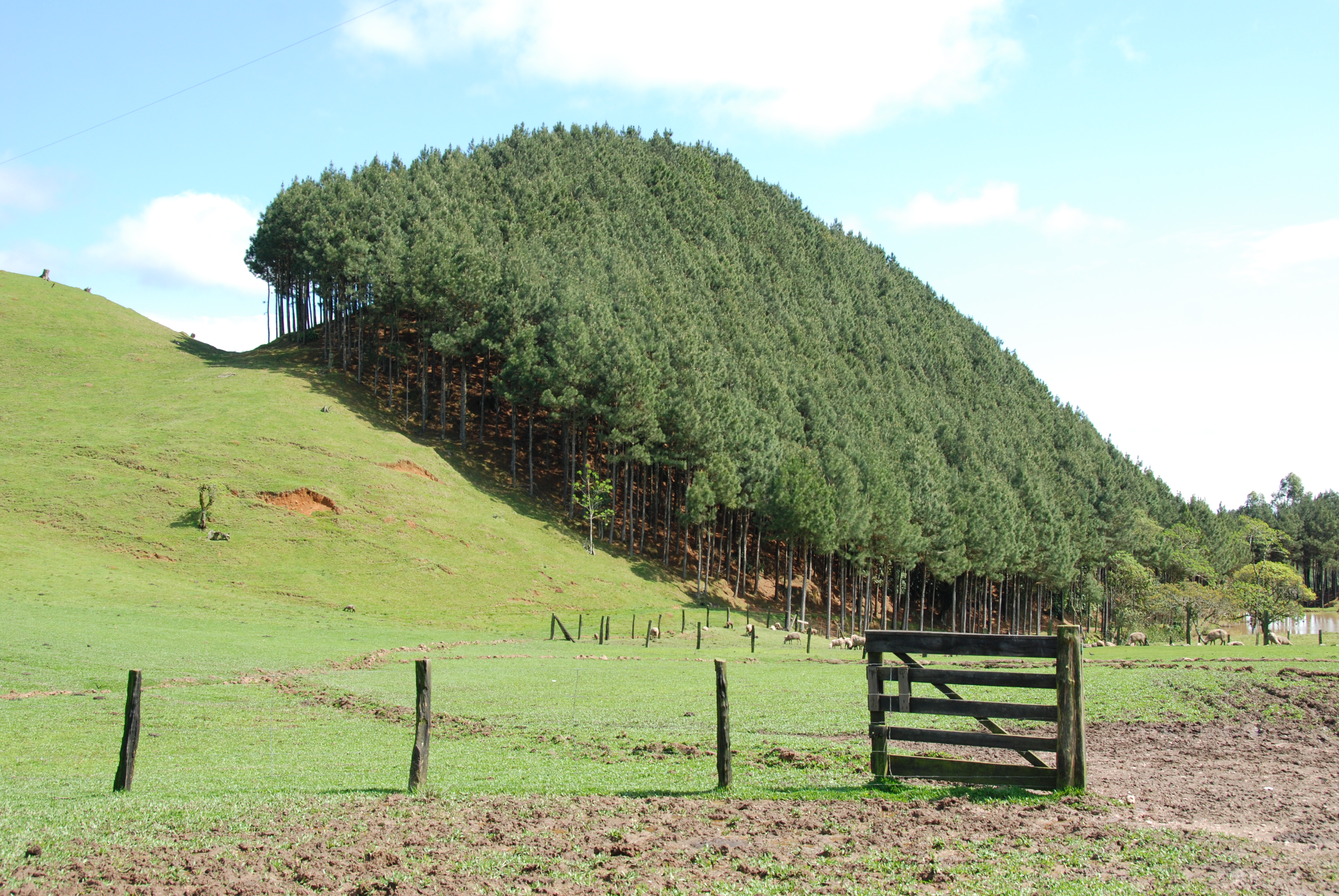
Plantação de eucalipto em Blumenau, Santa Catarina. A produção de papel e celulose se destaca na balança de exportações do Brasil.

O eucalipto é a espécie mais usada em reflorestamento no Brasil, tendo sido plantados em 2001 uma área de três milhões de hectares, quase o dobro da cultivada com pinus (um milhão e oitocentos mil hectares), a segunda espécie em área. Seu cultivo é destinado sobretudo para a produção de chapas de madeira e para celulose.
Sua origem é exótica, das ilhas que compõem a Oceania e Sudeste Asiático.

## Histórico
Foi plantado a primeira vez no Rio Grande do Sul, no ano de 1848, mesmo ano em que mudas foram cultivadas na Quinta da Boa Vista, no Rio de Janeiro. Em 1904 foi usado para a produção de lenha, combustível para a Companhia Paulista de Estradas de Ferro, sendo este o primeiro registro de plantio comercial.
O engenheiro Edmundo Navarro de Andrade foi o responsável pela introdução da planta para fins de reflorestamento. Em 1919 introduziu o plantio da espécie eucalyptus urophylla em Rio Claro, SP - tendo a mesma sido erroneamente identificada como sendo E. sexo - nativas do Timor e de Java. As mudas, entretanto, advieram do Jardim Botânico de
Jacarta. Outras espécies foram também cultivas em Rio Claro, o que gerou hibridações indesejáveis.
Em 1937 a Companhia Siderúrgica Belgo-Mineira introduziu o cultivo do eucalipto como fornecedor de lenha para a metalurgia, em sua unidade na cidade mineira de João Monlevade. Durante o Regime Militar, na década de 1970, foi implantado um modelo de grandes monoculturas do eucalipto, com grave impacto ambiental (empobrecimento e contaminação do solo, erosão, etc), além de outros problemas sociais e econômicos (decorrentes, em especial, pelos deslocamentos das populações rurais).
Em um estudo realizado em 1979 pela Embrapa identificou a espécie eucalyptus camaldulensis originária da Austrália como a melhor para a região do semiárido da Região Nordeste do Brasil, seguido das espécies eucalyptus tereticornis, eucalyptus crebra e eucalyptus depranophylla.

## Atualidade

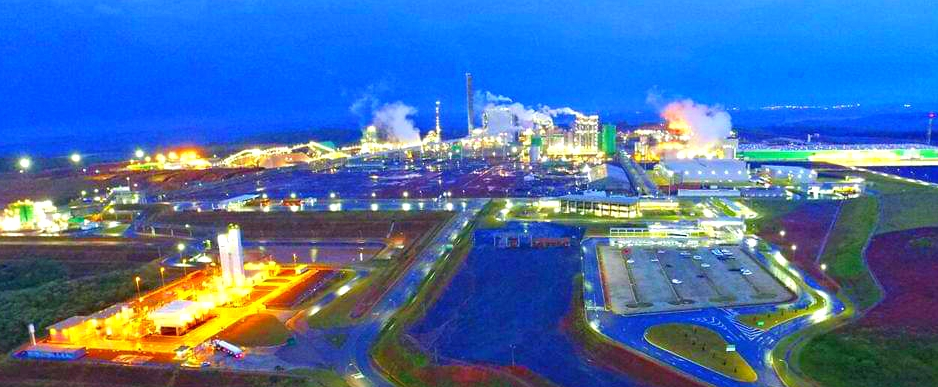
Complexo industrial da Klabin, em Ortigueira.

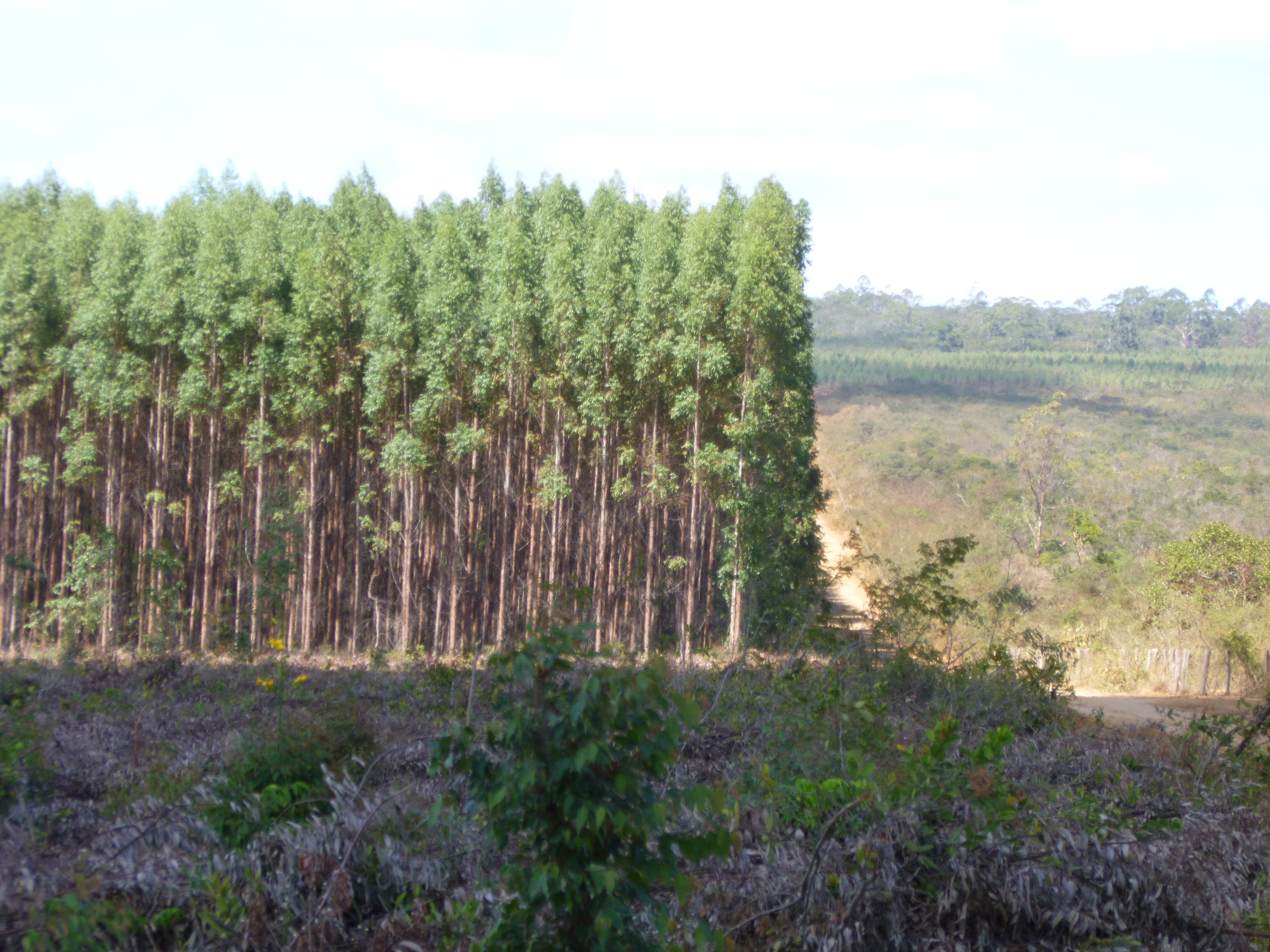
Eucalipto em Minas Gerais.

Em 2016, o país foi o 2º produtor de celulose no mundo e o 8º produtor de papel.
A produção brasileira de celulose foi de 19,691 milhões de toneladas em 2019. O país exportou US$ 7,48 bilhões em celulose neste ano, US$ 3,25 bilhões somente para a China. As exportações da indústria de base florestal brasileira foram de US$ 9,7 bilhões (US$ 7,48 bilhões em celulose, US$ 2 bilhões de papel e US$ 265 milhões em painéis de madeira). Já a produção de papel foi de 10,535 milhões de toneladas em 2019. O país exportou 2,163 milhões de toneladas.  A celulose foi o 4º produto mais importante da balança de exportações brasileira em 2019, com 3,4% das exportações do país.
Em 2016, os cinco principais estados produtores de madeira em tora para papel e celulose (principalmente eucalipto) foram: Paraná (15,9 milhões de m³), São Paulo (14,7 milhões de m³), Bahia (13,6 milhões de m³), Mato Grosso do Sul (9,9 milhões de m³) e Minas Gerais (7,8 milhões de m³). Juntos, eles correspondem a 72,7% da produção nacional de 85,1 milhões de m³. Neste ano, a indústria de papel e celulose no Sul do país representava 33% do total nacional. A cidade que mais produziu estas madeiras no Brasil foi Telêmaco Borba (PR), e a 5a maior foi Ortigueira (PR). O Espírito Santo se destaca neste setor. Em 2018, foram U$ 920 milhões negociados na venda de celulose para o mercado externo, o 3º produto capixaba mais forte na balança de exportação.  Em 2016, o Espírito Santo foi o 9º maior estado produtor de madeira em tora para papel e celulose, com 4,1 milhões de m³. São Mateus, no Norte do Espírito Santo, foi a cidade mais bem colocada do Sudeste, como o 6º maior município produtor de madeira em tora para papel e celulose no país. Os dez maiores municípios produtores tiveram 22,9% da produção do país. Foram as cidades de Telêmaco Borba (PR), Três Lagoas (MS), Caravelas (BA), Mucuri (BA), Ortigueira (PR), São Mateus (ES), Dom Eliseu (PR), Nova Viçosa (BA), Água Clara (MS) e Ribas do Rio Pardo (MS). Na cidade de Três Lagoas, a produção de papel e celulose é considerável. Mato Grosso do Sul registrou crescimento acima da média nacional na produção de celulose, atingiu a marca de 1 milhão de hectares de eucalipto plantado, ampliou seu parque industrial no setor e consolidou-se como o maior exportador do produto no país no primeiro trimestre de 2020. Entre 2010 e 2018, a produção no sul de Mato Grosso aumentou 308%, atingindo 17 milhões de metros cúbicos de madeira redonda de papel e celulose em 2018. Em 2019, o Mato Grosso do Sul alcançou a liderança das exportações no comercializado no país, com 9,7 milhões de toneladas comercializadas: 22,20% do total exportado brasileiro de celulose naquele ano. 

## Impacto ambiental e social

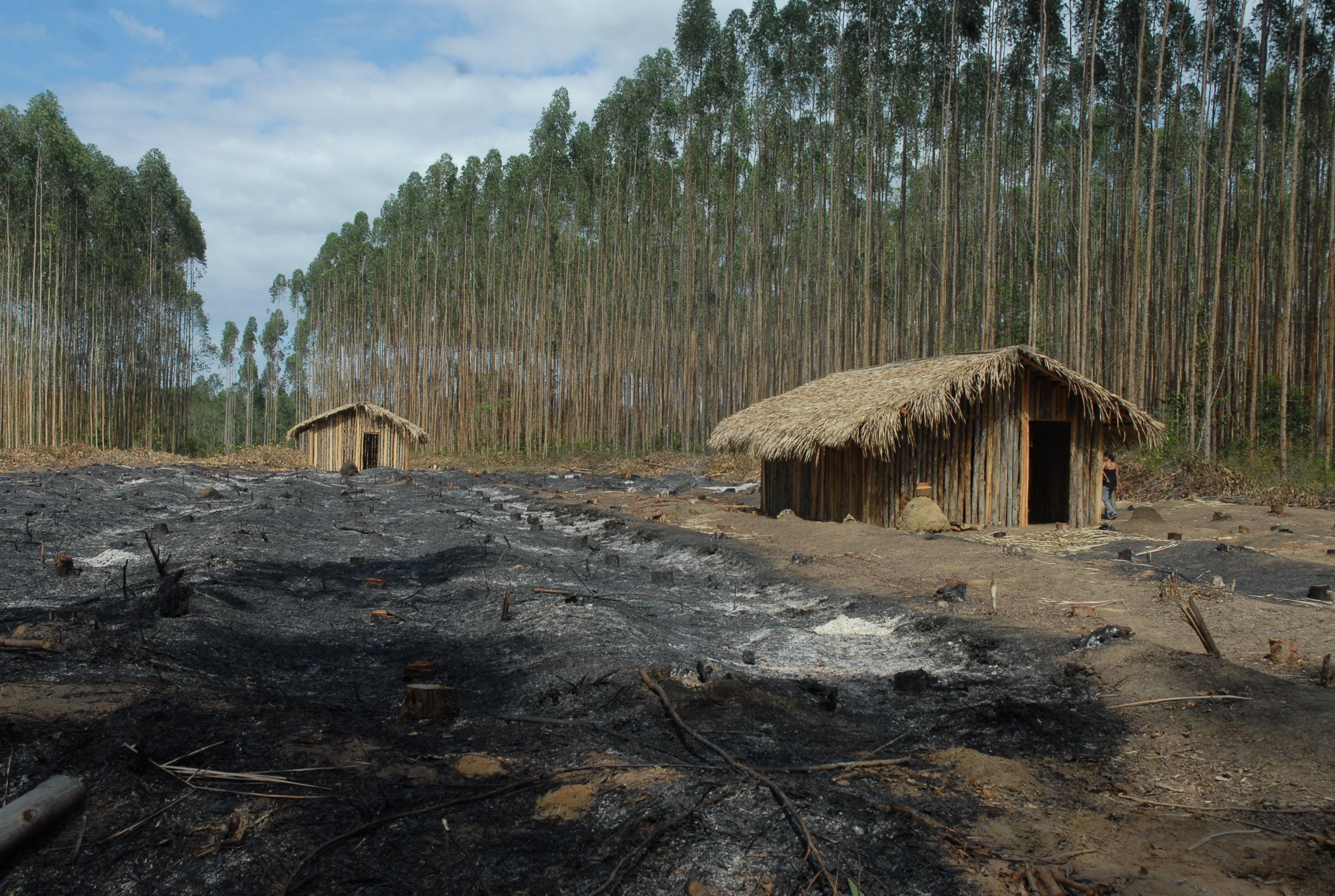
Acampamento indígena em plantação de eucalipto da Aracruz Celulose, ES
Valter Campanato - ABr.

O eucalipto tem sido uma grande fonte de renda como matéria prima e tem sido muito usado em projetos de silvicultura, com forte incentivo do governo federal, e também tem sido usado como compensação de áreas de desmatamento, mas a árvore é exótica e não cumpre as funções ambientais da flora nativa, e o reflorestamento na forma de monocultura, a mais usada, praticamente elimina a biodiversidade da área. Não por acaso as monoculturas de eucalipto são chamadas de "desertos verdes".
Uma série de impactos negativos têm sido documentados nas zonas de cultivo intensivo. Afeta a qualidade da água dos rios e interfere nos serviços ambientais que eles oferecem, por ser uma espécie de crescimento muito rápido, exige grande quantidade de água, podendo reduzir a quantidade disponível nos rios e no lençol freático da região, e contribui para o esgotamento, ressecamento e erosão do solo. Também está assocado a alterações no clima local, assoreamento e eutrofização dos rios, contaminação do solo e corpos d'água devido ao uso intensivo de agrotóxicos e fertilizantes nas plantações, danos à microbiologia e à estrutura do solo, e favorece o surgimento de pragas e espécies invasoras. Ele próprio é uma das espécies com maior potencial invasivo no Brasil, e frequentemente se dissemina para além das áreas plantadas. É uma das piores espécies invasoras nas Unidades de Conservação brasileiras. Sua madeira e folhagem são dotadas de inflamabilidade explosiva em condições secas, aumentando o risco de incêndios florestais. Muitos dos impactos biológicos podem ser minimizados com um manejo cuidadoso da monocultura, especialmente quando se utiliza a técnica de preservação de um sub-bosque nativo, mas essa técnica não é uma regra e a fiscalização ambiental no Brasil é notoriamente fraca, negligência e abusos nos cultivos são comuns.
Há também impactos sociais importantes. Em várias comunidades e municípios onde foi introduzido o cultivo intensivo foram observadas grandes mudanças na estrutura social, sendo verificados crescimento da prostituição e da criminalidade, desterritorialização de parte da sociedade rural, problemas fundiários, êxodo rural, diminuição da produção rural, crescimento desordenado dos núcleos urbanos, aumento no preço dos imóveis e geração de poucos empregos. Os empregos gerados em geral são de baixa qualidade e de caráter temporário, com baixos salários, jornadas longas, más condições de alojamento e má alimentação, muitas vezes empregando trabalho infantil, e tipicamente descumprindo a legislação trabalhista. A expansão da monocultura vem sendo acompanhada pelo aumento das denúncias e flagrantes de violações à legislação trabalhista e ambiental e aos direitos humanos, aumento na grilagem de terras, desmatamento de áreas nativas, e prejuízos às comunidades tradicionais, indígenas e quilombolas.
Segundo Marilda Quintino Magalhães, do Centro de Documentação Eloy Ferreira da Silva, "ao longo dos anos em que o modelo da monocultura do eucalipto se implantou, as conseqüências se revelaram desastrosas. A expansão da monocultura do eucalipto nos Estados de Minas Gerais, Bahia, Espírito Santo e Rio de Janeiro vem acontecendo às custas de sérios impactos nos ecossistemas, principalmente no Cerrado e na Mata Atlântica, com a progressiva perda da biodiversidade, bem como nas comunidades tradicionais que neles vivem, quilombolas, povos indígenas, agricultores familiares, entre outros". Para Winfridus Overbeek, coordenador do Movimento Mundial pelas Florestas Tropicais, "está demonstrado que este modelo é muito negativo para as comunidades e a natureza locais, já que expulsa e limita o acesso das pessoas aos seus territórios e deteriora e contamina os recursos de água, especialmente no Sul mundial. Muitas destas plantações no Brasil são um obstáculo para a muito necessária reforma agrária que permitiria a muitos que passam fome finalmente produzir alimentos em suas próprias terras. Mas, com o modelo das plantações, a maior parte da madeira produzida se destina à exportação, para atender a demanda de papel cada vez maior em outros lugares".